# Theraphosa apophysis
Theraphosa apophysis is een spin uit de familie der vogelspinnen. Ze komt voor als een bodembewonend dier in Venezuela. De spin kan een lichaamslengte tot 10 cm bereiken.
De spin valt op door de roze kleuring aan het eind van de poten. De rest van het lichaam is bruin tot donkerbruin gekleurd.
Net zoals de andere soort uit dit geslacht, Theraphosa blondi, zal deze spin bij de minste verstoring agressief reageren.